# Ngardmau
Ngardmau – jeden z 16 stanów na Palau. Według danych z 2013 roku okręg liczy ponad 200 mieszkańców.